# Спецтехмаш
Завод «Спецтехмаш» — один из ведущих заводов России по производству техники для оборонно-промышленного комплекса. Предприятие предлагает эффективные решения в области разработки новых типов техники — кузов-контейнеров, автомобилей-фургонов, автоцистерн.  
Организация ликвидирована 2 июня 2020 г.

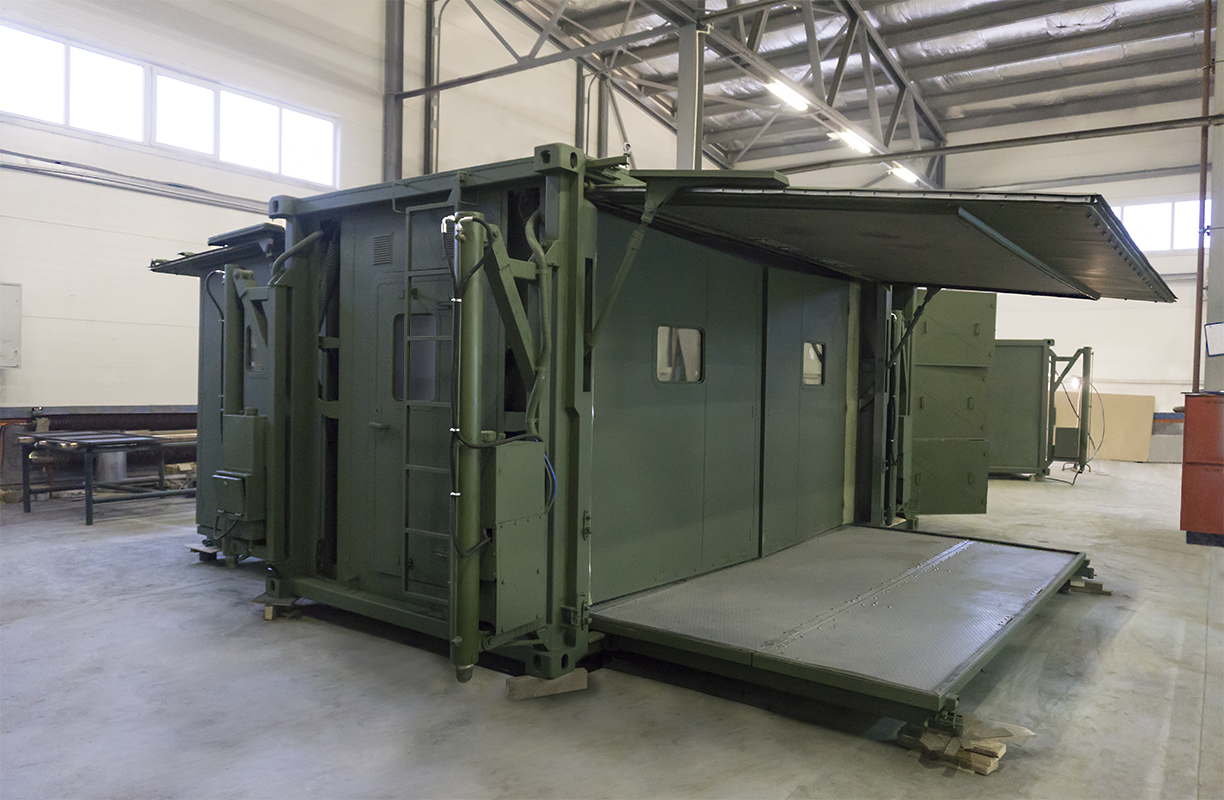
Полевая баня ПБ производства «Спецтехмаш» в контейнере переменного объема

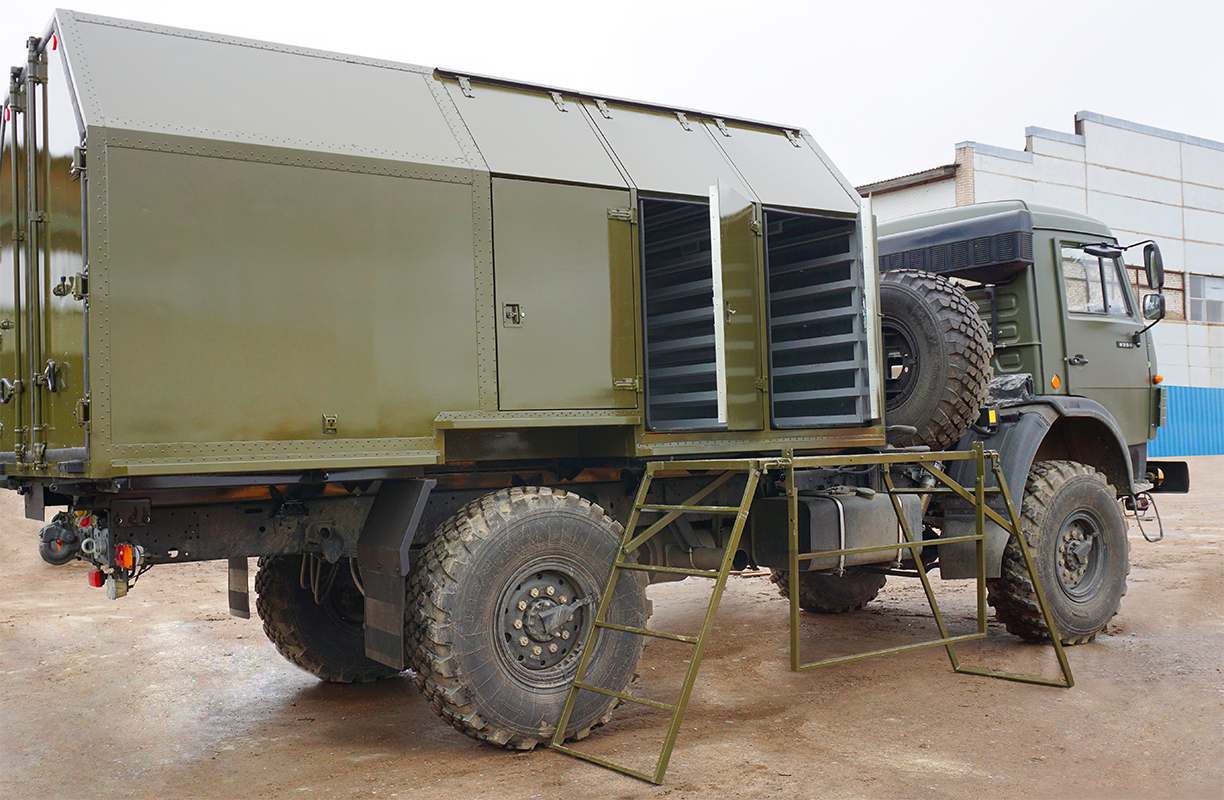
Автомобиль-фургон комбинированный АФК производства «Спецтехмаш»

## Производство
Продуктовый портфель завода насчитывает более 50 моделей спецтехники для силовых ведомств и МЧС на базе кузов-контейнеров и автомобилей-фургонов. Основными заказчиками являются Министерство обороны РФ, МВД России и др. Производственный комплекс завода «Спецтехмаш» располагается в Ленинградской области на собственной территории размером более 60 000 м². «Спецтехмаш» осуществляет полный технологический цикл по разработке и изготовлению изделий — от технического задания до внедрения в серийное производство. Предприятие оснащено современным высокоточным оборудованием от ведущих мировых производителей (TRUMPF, PrimaPower, Safan, Ermaksan, Amada). Система менеджмента качества прошла сертификацию по международным стандартам ISO 9001:2011.

## НИОКР
В структуру завода «Спецтехмаш» входит собственное проектно-конструкторское бюро, которое в тесном сотрудничестве с ведущими профильными научно-исследовательскими институтами проводит опытно-конструкторские работы по модернизации и созданию новых типов изделий. Основной задачей конструкторов, инженеров и технологов «Спецтехмаш» является квалифицированное сопровождение продукции на протяжении всех жизненных циклов – от составления технического задания до внедрения в производство. 
Так, например, модернизирована одна из самых легендарных моделей тыловой техники — полевая автомобильная кухня ПАК-200, которая уже более 30 лет находится на службе в армии. В ПАК-200 были установлены тепловые блоки нового поколения. Кроме того силами собственного проектно-конструкторского бюро удалось переосмыслить организацию внутреннего пространства фургона. При неизменных технических характеристиках (обеспечение горячей пищей подразделений до 200 человек) удалось перераспределить оборудование между рабочими зонами и освободить пространство для комфортного перемещения по фургону во время приготовления пищи.
В настоящее время завод «Спецтехмаш» осуществляет комплекс научно-исследовательских и опытно-конструкторских работ в направлении спецтехники для Крайнего Севера. Это модели автомобилей-фургонов и кузов-контейнеров для бытового и продовольственного обеспечения вооруженных сих, базирующихся в арктическом и антарктическом регионах.

## Основные направления деятельности
- Автомобили-фургоны
- Кузов-контейнеры
- Автоцистерны
- Вспомогательное оборудование (кухни полевые переносные, прицепные, оборудование для мытья котелков, пр. изделия)

## Кузов-контейнеры постоянного и переменного объема
Кузов-контейнеры завода «Спецтехмаш» изготавливаются как в серийном исполнении для продовольственных, ремонтных, вещевых и других служб, так и по индивидуальному техническому заданию с планировкой и комплектацией исходя из потребностей заказчика. Основой конструкции кузов-контейнеров является сварной металлический каркас, обшитый трехслойными «сэндвич»-панелями. Для защиты от неблагоприятных условий среды стены и пол контейнера имеют влаго- и теплоизоляцию. В целях повышения мобильности и удобства контейнеры могут быть оборудованы гидравлическими погрузочно-разгрузочными устройствами (ГПРУ). Ориентировочное время погрузки/разгрузки контейнера с ГПРУ – 15-20 минут. 
Перспективным направлением завода «Спецтехмаш» является производство кузов-контейнеров переменного объема. Основным преимуществом изделий этого типа по сравнению с контейнерами постоянного объема является возможность увеличения рабочего пространства в 2,5-3 раза. В то же время в сложенном виде габариты контейнера-«бабочки» находятся в пределах нормы для транспортировки по автомобильным и железным дорогам, водными или воздушными судами. Изделие способно менять свою пространственную конфигурацию благодаря раскладным боковым частям. Изделие может использоваться как бытовой, медицинский, банно-прачечный или кухонный модуль, а также пункт управления или мобильное офисное помещение.